# Josh Zuckerman
Joshua Ryan "Josh" Zuckerman (født 1. april 1985) er en amerikansk skuespiller, der muligvis bedst er kendt for sin rolle som Ian i teenagekomediefilmen Sex Drive fra 2008. 
Zuckerman blev født og voksede op i byen Los Altos i Californien i USA, hvor han gik på Bullis-Purisima Elementary School.
Han flyttede til Los Angeles i Californien for at starte en skuespillerkarriere efter at have færdiggjort 7. klasse på Egan Junior High School.
Han gik også på The Buckley School i Sherman Oaks, Los Angeles, Californien og starte i 2003 på Princeton University.

## Fjernsyn
- Kyle XY – Mark

### Gæsteroller
- The West Wing – Billy Fernandez; optrådte i 1 episode (2001)
- NYPD Blue – James 'Swirly' Kilik; optrådte i 2 episoder (2002)
- House M.D. – Keen Student; optrådte i 1 episode (2005)
- Standoff – Cary Steckler; optrådte i 1 episode (2007)
- Close to Home – Ben Murphy; optrådte i 1 episode (2007)
- CSI: Miami – Leo Donwel; optrådte i 3 episoder (2007)
- Boston Legal – Michael Scanlon; optrådte i 1 episode (2007)
- Desperate Housewives – Eddie Orlofsky; optrådte i 11 episoder (2009-2010)
- 90210 – Max Miller; optrådte i 3 episoder (2011-?)

## Film
- Return to the Secret Garden – Timothy
- Austin Powers in Goldmember – Young Dr. Evil
- Feast – Hot Wheels
- 'Twas the Night – Danny Wrigley (Disney Channel film)
- I Was a Teenage Faust – Brendan Willy
- Pretty Persuasion – Josh Horowitz
- Surviving Christmas – Brian Valco
- Sex Drive – Ian